# Habitatge al carrer de Santa Anna, 25 (Tortosa)
L'Habitatge al carrer de Santa Anna, 25 és una obra de Tortosa inclosa a l'Inventari del Patrimoni Arquitectònic de Catalunya.

## Descripció
Habitatge entre mitgeres d'uns 3m de façana, format per planta baixa, tres pisos i golfes. La planta és només d'accés, amb un porta gran d'arc escarser que té a la dovella central la data de 1830. En els dos primers pisos, balcons de ferro i rajola i en el tercer un petit balcó ampitador. A les golfes hi han finestres obertes sobre les quals sobresurt el voladís, format per dues petites motllures convexes i teules-canal a l'extrem. A la planta el mur és de carreus d'arenisca ben tallats, mentre els pisos i la separació d'aquests són arrebossats i pintats de groc els forjats i de maó vist en els ressalts de les finestres (l'arrebossat sembla posterior). L'escala d'accés està encaixada en un espai petit i de poca il·luminació. El vestíbul de la planta baixa manté el sostre de bigues de fusta i revoltons. Des d'un principi la casa fou concebuda com unifamiliar.

## Història
Forma part del barri de St. Jaume, que junt amb el de Remolins, componien, a l'Edat Mitja, el sector jueu de la ciutat. El sector en el que s'aixeca correspon al que en el segle xix es considerava més important, i així sembla ésser pel tipus de construcció.